# カール・アウグスト (スウェーデン王太子)
カール・アウグスト・アヴ・アウグステンブリ（Karl August av Augustenburg, 1768年7月9日 - 1810年5月28日）は、スウェーデンの王太子。

## 生涯
元の名はクリスチャン・アウグスト（Christian August af Augustenborg）といい、アウグステンブルク公フレゼリク・クリスチャン1世の三男として生まれた。アウグステンブルク家（アウグステンボー家）は、デンマークおよびノルウェーの王家オルデンブルク家（オレンボー家）の分家の一つで、デンマーク王クリスチャン3世の三男ゾンダーブルク公ハンス（グリュックスブルク家の先祖でもある）の子孫であった。クリスチャン・アウグストはクリスチャン3世の7世孫に当たる。
クリスチャン・アウグストはデンマークに将軍として出仕し、ノルウェー総督の地位にも就いていた。
スウェーデン王カール13世は1809年の即位時にはすでに高齢だった上に嫡子がおらず、王位継承者が問題になっていた。1810年にクリスチャン・アウグストが王太子に指名されたが、これはノルウェーで彼の人気が高かったことが背景にある（ノルウェーをスウェーデンが獲得する可能性が期待された）。クリスチャン・アウグストはカール・アウグストと名を改め、スウェーデン王太子となったが、間もなく事故死を遂げた。軍事演習の視察中に落馬し、その後間もなく心臓麻痺（脳卒中とも）により死亡したとされる。
王太子の死は事故を装った暗殺であるとの噂が直後から飛び交い、その首謀者とされたハンス・アクセル・フォン・フェルセンは、ストックホルムでカール・アウグストの葬儀が執り行われていた際に群衆の暴動に遭って惨殺された。
スウェーデン王位継承者にはその後、カール・アウグストの兄のアウグステンブルク公フレゼリク・クリスチャン2世が目されていたが、紆余曲折の末にフランスの元帥ジャン＝バティスト・ベルナドット（カール14世ヨハン）に決定した。なお、王位継承問題では、デンマーク王フレゼリク6世の立候補や、前国王グスタフ4世アドルフの王太子だったグスタフ王子（ヴァーサ公）の復権を要求する動きもあり、その後も長くくすぶり続けた。